# Festuca setifolia
Festuca setifolia är en gräsart som beskrevs av August Heinrich Rudolf Grisebach. Festuca setifolia ingår i släktet svinglar, och familjen gräs. Inga underarter finns listade i Catalogue of Life.